# Nina Kamto Njitam
Nina Kamto Njitam, även Nina Kanto, född 25 juni 1983 i Kamerun, är en före detta fransk handbollsspelare.

## Klubbkarriär
Nina Kamto Njitam började spela för Metz vid 18 års ålder 2001 och hon blev en av de viktigaste för laget, som dominerade den franska handbollen under början av 2000-talet. I maj 2016 vann hon med Metz sin elfte titel som mästare i Frankrike, efter en final som laget vann mot Fleury Loiret. Hon har spelat för den franska storklubben Metz Handball hela sin seniorkarriär från 2001 till 2016 då hon avslutade sin handbollskarriär.

## Landslagskarriär
Nina Kamto Njitam debuterade i det franska handbollslandslaget den 28 november 2002 mot Ukraina i Turching Cup i Ukraina. Hon spelade sedan för landslaget i femton år. Första medaljen i ett internationellt mästerskap blev en bronsmedalj vid EM 2006 i Sverige. Hennes främsta merit i karriären blev en silvermedalj vid VM 2011, efter att Frankrike fick inkassera ett nederlag i finalen mot Norge (24-32). Hon spelade för det franska landslaget vid Olympiska sommarspelen 2008 i Kina, där det franska laget placerade sig på femte plats, och vid Olympiska sommarspelen 2012, där det franska laget också slutade på 5:e plats.

## Meriter
- Fransk mästare 11 gånger 2002, 2004, 2005, 2006, 2007, 2008, 2009, 2011, 2013, 2014 och 2016
- Franska Cupen-vinnare 2 gånger 2013 och 2015

## Individuella utmärkelser
- Franska mästerskapet. Bästa försvarare:  2012 och 2014.
- Franska mästerskapet. Bästa mittsexa 2009